# Chuck Taylor (luchador)
Dustin Howard (22 de abril de 1986 en Murray, Kentucky) es un luchador profesional estadounidense más conocido por su nombre en el ring de Chuck Taylor quien actualmente trabaja actualmente All Elite Wrestling. Es muy conocido por las promociones de lucha libre Chikara, Pro Wrestling Guerrilla, New Japan Pro-Wrestling, Evolve Wrestling y Dragon Gate USA.
Howard ha sido dos veces campeón mundial al ser Campeón Mundial de PWG.

## Carrera
Taylor comenzó su entrenamiento de lucha libre a los 15 años bajo la tutela de Brandon Walker en la Old School Wrestling Training Academy en Hardin, Kentucky. Sin embargo, no pudo luchar durante los espectáculos en el estado hasta los 18 años, debido a los requisitos de edad para licencias de lucha en Kentucky. Durante este tiempo, él luchó por otras promociones en Tennessee e Illinois, más prominente para la entonces recién renovada Chaos Pro Wrestling en Brookport, Illinois, donde comenzó una relación incómoda con Ricochet.

### Chikara (2006–2018)
Howard, bajo el nombre artístico de Chuck Taylor, hizo su debut en Chikara el 24 de junio de 2006, en el torneo Young Lions Cup IV, derrotando a su rival Ricochet en la primera ronda antes de ser eliminado en las seis ronda semifinales por Andy Sumner. La noche siguiente, se unió a Cloudy para derrotar a Ricochet y Player Uno en un combate por equipo fuera del torneo, con los cuatro recibiendo una ovación de pie después del encuentro. Sin embargo, Taylor pronto se convertiría en un villano, durante su encuentro con Eddie Kingston en el evento Brick el 17 de noviembre, obteniendo una victoria inesperada con la ayuda de una interferencia por parte de Larry Sweeney. Después de impresionar a Sweeney, a Taylor le fue permitido sustituir a Chris Hero en el torneo King of Trios de 2007, uniéndose al equipo F.I.S.T. (Icarus y Gran Akuma) sobre el equipo Kings of Wrestling. The Kings llegaron a la ronda de semifinales antes de perder ante el equipo de Miyawaki, Yoshiaki Yago y Kudo. Durante esta lucha, el padre adoptivo de Taylor, James Todd Smith estuvo presente.
A pesar de la derrota, Taylor se recuperó para entrar al primer torneo Rey de Voladores el 22 de abril de 2007, derrotando a PAC, Ricochet, Retail Dragon en el camino a la final del torneo, donde derrotó a Lince Dorado. Sin embargo, los problemas en Kings of Wrestling surgieron con Chris Hero, el hombre que reemplaron en King of Trios, había dividido el stable Kings of Wrestling en dos, con Hero, Sweeney, y Claudio Castagnoli que comprende a los Kings of Wrestling, mientras que Team F.I.S.T. (Taylor, Akuma, e Icarus), una vez más se convirtieron en un equipo separado. En el evento Aniversario! en mayo, los Kings y F.I.S.T. se reunieron en un combate de equipo de seis hombres, donde F.I.S.T. ganó el encuentro. A pesar de perder, los Kings se reunieron con F.I.S.T. y los Kings of Wrestling se convirtieron en el mayor stable de Chikara, más tarde reclutaron a Mitch Ryder, Max Boyer y Shayne Hawke. Usando este impulso, Taylor pasó a ganar el Young Lions Cup V, superando a Cabana Man Dan, Lince Dorado, Moscow the Communist Bovine, Player Uno, Ice Cream, Jr. y Amigo Suzuki en la primera noche y Arik Cannon en las semifinales de la segunda noche, antes de derrotar a su viejo rival Ricochet en la final.

### Pro Wrestling Guerrilla (2008-presente)
Chuck Taylor hizo su debut en PWG el 30 de agosto de 2008 en All Star Weekend 7 derrotando a Candice LeRae en un Intergender Match, la noche siguiente hizo equipo con Vin Gerard siendo derrotados por Scott Lost y Joey Ryan. Participó en el torneo Battle of Los Angeles 2008 pero en primera ronda fue derrotado por TJ Perkins. La noche siguiente formó equipo con Kenny Omega y Joey Ryan enfrentando a al equipo de El Generico, The Necro Butcher y Nick Jackson, y el equipo de Roderick Strong, Eddie Edwards y Davey Richards, siendo estos últimos los ganadores. El 10 de enero de 2009 en el evento The Gentle Art of Making Enemies fue derrotado por El Generico, luego el 11 de abril en Ninety-Nine fue derrotado por Bryan Danielson, la noche siguiente en One Hundred hizo equipo con Austin Aries y Human Tornado derrotando a B-Boy, Candice LeRae y Scorpio Sky. Participó en el torneo por parejas, DDT4 junto a Kenny Omega derrotando a Scorpio Sky y Human Tornado en la primera ronda, pero en la semifinal fuero derrotados por The Young Bucks. El 29 de junio en The Secret of Guerrilla Island derrotó a Human Tornado y el 31 de julio en Threemendous II derrotó a Colt Cabana y más tarde atacó a El Generico retándolo a una lucha en el siguiente evento Speed of Sound el cual se llevó a cabo el 28 de agosto, donde Taylor derrotó a El Generico en un Roseda Street Fight. El 2 de octubre en Against The Grain, Taylor y Kenny Omega obtuvieron una lucha por el Campeonato en Parejas de PWG siendo derrotados por The Young Bucks, sin embargo tras la lucha se reveló que el árbitro Rick Knox había sido pagado por los Bucks. 
Luego de que Omega ganara el Campeonato Mundial de PWG, Taylor dejó de formar equipo con este y obtuvo una oportunidad por el título en parejas junto a El Generico en el evento As The Worm Turns 2010, pero fueron derrotados por The Young Bucks. Participó en la edición 2010 del torneo por parejas DDT4 junto a Scott Lost pero en la primera ronda fueron derrotados por ¡Peligro Abejas! (El Generico & Paul London), luego participó en el torneo Battle of Los Angeles 2010 siendo eliminado en la primera ronda por Joey Ryan, sin embargo la siguiente noche formó una alianza con Ryan Taylor y Brian Cage quien a su vez paso a hacerse llamar Brian Cage-Taylor, siendo llamados The Fightin' Taylor Boys, logrando derrotar a Johnny Goodtime, Ricochet y Rocky Romero. El 9 de octubre en The Curse of Guerrilla Island derrotó a Johnny Goodtime. El 11 de diciembre en Cyanide: A Loving Tribute to Poison, enfrentó a Roderick Strong pero fue derrotado.
Tras varios eventos, Taylor regresó en mayo de 2011 en All Star Weekend 8 derrotando a Kenny King, y el 22 de octubre en Steen Wolf fue derrotado por Ricochet. El 21 de julio de 2012 en Threemendous III regresó a su alianza con Ryan Taylor pero fueron derrotados por The RockNES Monsters (Johnny Yuma & Johnny Goodtime)
Taylor hizo su regreso el 22 de marzo de 2013 en el evento All Star Weekend 9 haciendo pareja con Johnny Gargano siendo derrotados por The Young Bucks, la noche siguiente Taylor y Gargano lograron derrotar a The RockNES Monsters. El 15 de junio en Is your Body Ready? de nuevo hizo equipo con Johnny Gargano, siendo derrotados por DoJo Bros (Roderick Strong & Eddie Edwards). El 9 de agosto en TEN: Protect Ya Neck, Taylor y Gargano consiguieron una nueva victoria, esta vez sobre Paul London & Brian Kendrick. Participó en el torneo Battle of Los Angeles 2013 pero en primera ronda fue eliminado por Kevin Steen, la noche siguiente formó equipo con Joey Ryan y Trent? derrotando a B-Boy, Willie Mack y Tommaso Ciampa. El 19 de octubre en Matt Rushmore de nuevo hizo equipo con Chuck Taylor haciendosen llamar "Best Friends", derrotando a AR Fox y Rich Swann. El 20 de diciembre en All Star Weekend X, Taylor y Trent? derrotaron a DoJo Bros.

### New Japan Pro-Wrestling (2017-2019)
l 6 de noviembre de 2017, Howard, como Chuckie T., fue anunciado como participante de World Tag League 2017 en la New Japan Pro-Wrestling, en la que se uniría con Beretta. Chuckie fue reconocido como miembro del stable CHAOS, habiendo aparecido previamente junto a miembros del stable en un show de ROH el 15 de octubre. Chuckie y Beretta terminaron el torneo el 9 de diciembre con un récord de cuatro victorias y tres Pérdidas, por no avanzar a las finales.
El 25 de febrero de 2018, Howard fue anunciado como participante en la New Japan Cup, sin embargo fue eliminado por Sanada en la primera ronda.

### All Elite Wrestling (2019–presente)
El 7 de febrero de 2019, Beretta y Chuckie T. aparecieron en el mitin de Las Vegas de All Elite Wrestling y anunciaron que se unirían a la promoción.  El 25 de mayo, Taylor debutó en el inaugural evento de Double or Nothing haciendo equipo con Trent Beretta quienes derrotaron a Los Güeros del Cielo (Angélico & Jack Evans). El 29 de junio, Taylor apareció evento de Fyter Fest junto con Trent Beretta se clasificaron en la primera ronda del torneo por el Campeonato Mundial en Parejas de AEW quienes derrotaron a SoCal Uncensored (Frankie Kazarian & Scorpio Sky) y Private Party (Isiah Kassidy & Marq Quen).

## En lucha
- Movimientos finales

- Awful Waffle / Omega Driver (Leg hook belly to back suplex lifted, twisted and dropped into a piledriver)
- Cross Crab (Single leg Boston crab with a knee to the opponent's back)
- Sole Food (Inverted stomp facebreaker, sometimes from the top rope)

- Movimientos de firma

- Cross–armed double knee backbreaker
- Elbow drop, with theatrics
- Overhead belly to belly suplex followed by a kip–up
- Somersault suicide dive
- Springboard into either a back elbow, a missile dropkick or a moonsault
- Standing, running or a jumping big boot
- Turnbuckle powerbomb

- Apodos

- "Raccoon City's Favorite Son"
- "The All Star"
- "Sexy Chucky T"
- "Smooth Chucky T"
- "The Kentucky Gentleman"

## Campeonatos y logros
- All Elite Wrestling
  - Dynamite Award (1 vez)
    - Hardest Moment to Clean Up After (2021) - (Best Friends vs Santana & Ortiz) - Dynamite (September 16)

- Pro Wrestling Guerrilla/PWG

- PWG World Championship (1 vez)
- Dynamite Duumvirate Tag Team Title Tournament (2014) - con Trent?

- Combat Zone Wrestling/CZW

- CZW Junior Heavyweight Championship (1 vez)

- CHIKARA Pro.
  - Chikara Campeonatos de Parejas (2 veces) - con Johnny Gargano
  - Rey de Voladores (2007)
  - King of Trios (2009) - con Icarus y Gran Akuma
  - Young Lions Cup V

- Pro Wrestling Illustrated

- Situado en el #161 de los PWI 500 en 2010

- Wrestling Observer Newsletter
  - Lucha 5 estrellas (2020) con Trent? vs. Proud and Powerful (Ortiz & Santana) en Dynamite el 16 de septiembre

### Lucha de Apuesta récord
| Apuesta | Ganadores              | Perdedores            | Ubicación                  | Fecha              | Notas                      |
| ------- | ---------------------- | --------------------- | -------------------------- | ------------------ | -------------------------- |
| Hair    | Fire Ant y Soldier Ant | Chuck Taylor y Icarus | Philadelphia, Pennsylvania | 24 de mayo de 2009 | Double Hair vs. Mask match |